# Ernst Ludwig von Gerlach
Ernst Ludwig von Gerlach (ur. 1795 w Berlinie, zm. 18 lutego 1877 tamże) – pruski prawnik i polityk.

## Życiorys
Syn Carla Friedricha Leopolda von Gerlacha (1757–1813) – pierwszego nadburmistrz Berlina. Studiował m.in. na uniwersytetach w Getyndze i Heidelbergu, w 1848 był współzałożycielem partii konserwatywnej i gazety „Neue Preussische Zeitung” zwanej „Kreuz-Zeitung”. Pełnił wiele wysokich funkcji sądowych. Reprezentował światopogląd skrajnie konserwatywny oparty na żarliwym luteranizmie (neopietyzm). Wraz z bratem Leopoldem (generałem) utworzył wokół króla Fryderyka Wilhelma IV krąg polityków (nazwany „Kamaryla”), który odegrał dużą rolę w stłumieniu rewolucji 1848–1849. W latach 1850–1858 był wielokrotnie posłem do pruskiego sejmu i do Reichstagu. Wspierał i w znacznym stopniu przyczynił się do kariery Bismarcka, jednak pod koniec życia skrytykował jego politykę, zwłaszcza za sojusz z liberałami.